# Cymodoce australis
Cymodoce australis är en kräftdjursart som beskrevs av Hodgson 1902. Cymodoce australis ingår i släktet Cymodoce och familjen klotkräftor.
Artens utbredningsområde är havet kring Nya Zeeland. Inga underarter finns listade i Catalogue of Life.